# Sydney Lohmann
Sydney Lohmann (født 19. juni 2000) er en kvindelig tysk fodboldspiller, der spiller angreb for Bayern München i 1. Frauen-Bundesliga og Tysklands kvindefodboldlandshold.
Hun blev første gang udtaget til det tyske A-landshold i oktober 2018 af landstræner Martina Voss-Tecklenburg, og fik sin officielle debut den 20. november 2018 i Osnabrück, i holdets 5–2 sejr over Italien i en EM-kvalifikationskamp. Hun deltog også under VM i kvindefodbold 2019 i Frankrig.
Hun var også med til at vinde Frauen-Bundesliga for første gang med Bayern München.